# 멘톤
멘톤(Menthone)은 여러 방향유에서 발견되는 모노테르펜 계열의 자연 발생 유기 화합물 중 하나인 화합물로, 민트 향을 낸다. 멘톤은 2-아이소프로필-5-메틸사이클로헥사논이라는 화학 구조에 대해 가능한 네 가지 입체 이성질체 중 특정 두 입체 이성질체 쌍이다. 이들 중 입체 이성질체인 l-멘톤—공식적으로는 해당 구조의 (2S,5R)-트랜스 이성질체(오른쪽 참조)—이 자연에서 가장 풍부하게 존재한다. 멘톤은 사이클로헥세인 고리에서 돌출된 탄소-산소 이중 결합(카보닐기) 대신 이차 알코올(>C-OH)을 가지는 박하뇌와 구조적으로 관련이 있다.
멘톤은 박하속 종(페퍼민트 및 옥수수 민트)에서 압착한 방향유를 정제하여 상업적으로 사용된다. 특징적인 향과 민트 향으로 착향제 및 향수, 화장품에 사용된다.

## 존재
멘톤은 페니로얄민트, 페퍼민트, 옥수수 민트, 제라늄속 제라늄 및 기타 식물 종의 방향유 성분이다. 대부분의 방향유에서 멘톤은 소량 성분이다. 멘톤은 1881년 멘톨의 산화를 통해 처음 합성되었으며, 1891년 방향유 성분으로 발견되기 전이다. 이 화학 구조에 대해 가능한 이성질체 중 (아래 참조) l-멘톤이라고 불리는 것(공식적으로 (2S,5R)-트랜스-2-아이소프로필-5-메틸사이클로헥사논, 정보 상자와 아래 참조)이 자연에서 가장 풍부하다.

## 물리적 및 감각적 특성
멘톤은 표준상태에서 액체이며, 밀도는 0.895 g/cm3이다. 동일한 조건에서, 녹는점은 −6 °C이며, 끓는점은 207 °C이다.
멘톤은 식품, 음료 및 기타 소비재의 다른 성분들과 인지적으로 상호 작용하여 민트 향으로 불리는 향을 나타낸다. 순수 l-멘톤은 강렬하고 깔끔한 민트 향을 가진 것으로 묘사되었지만, 대조적으로 d-아이소멘톤은 "풀 내음"을 가지며, 그 수준이 증가할수록 l-멘톤의 향 품질을 떨어뜨리는 것으로 인식된다.

## 구조 및 입체화학
2-아이소프로필-5-메틸사이클로헥사논(멘톤 및 아이소멘톤, 다음 참조)의 구조는 확립된 구조의 다른 화합물로부터 이 구조의 화학적 합성을 통해 천연 및 합성 제품의 동일성을 확립함으로써 역사적으로 정립되었다. 이러한 추론적 이해는 현대 유기화학에서 질량 분석 및 분광학적 증거(NMR 분광법 및 원형 이색성 등)에 의해 보강되어 결론을 확고히 했다.
2-아이소프로필-5-메틸사이클로헥사논의 구조는 사이클로헥세인 골격의 2번 위치에 있는 아이소프로필기와 5번 위치에 있는 메틸기의 두 알킬기 치환체 각각의 결합점에 두 개의 비대칭 탄소 중심을 가지고 있다. 이 두 지점에서의 원자의 공간 배열(절대배치)은 칸-인골드-프렐로그 순위 규칙에 따라 R (라틴어, rectus, 오른쪽) 또는 S (라틴어, sinister, 왼쪽) 지시자로 지정된다. 따라서 이 구조에 대해 가능한 네 가지 고유한 입체 이성질체가 있다: (2S,5S), (2R,5S), (2S,5R) 및 (2R,5R).
(2S,5S)와 (2R,5R) 입체 이성질체는 아이소프로필기와 메틸기를 사이클로헥세인 고리의 같은 "쪽"에서 돌출시키며, 이들은 소위 시스 이성질체이며, 아이소멘톤이라고 불린다. (2R,5S)와 (2S,5R) 입체 이성질체는 두 그룹을 고리의 반대쪽으로 돌출시키며, 이들은 소위 트랜스 이성질체이며, 멘톤이라고 불린다. (2S,5R) 이성질체는 음의 광학 활성을 나타내므로, l-멘톤 또는 (−)-멘톤이라고 불린다. 이는 (2R,5S) 이성질체의 거울상 이성질체 파트너인 (+)- 또는 d-멘톤이다.

### 상호 변환
멘톤과 아이소멘톤은 쉽게 상호 변환되며, 평형은 멘톤 쪽으로 치우친다. 멘톤과 아이소멘톤이 실온에서 평형을 이루면 아이소멘톤 함량은 29%에 도달한다. 멘톤은 가역적인 에피머화 반응을 통해 쉽게 아이소멘톤으로 변환될 수 있으며, 그 반대도 가능하다. 이 반응은 엔올 중간체를 통해 진행되며, 광학 활성의 방향을 변경하여 l-멘톤은 d-아이소멘톤이 되고, d-멘톤은 l-아이소멘톤이 된다.

## 제조 및 반응성
멘톤은 상업적으로 페퍼민트와 옥수수 민트(Mentha 종)에서 압착한 오일의 분별 결정화를 통해 얻어진다.
실험실에서 l-멘톤은 멘톨을 산성 크로뮴산으로 산화시켜 제조할 수 있다. H.C. 브라운과 동료들이 1971년에 도입한 방법으로 크로뮴산 산화를 디에틸 에테르를 공용매로 사용하여 화학량론적 산화제로 수행하면, l-멘톤의 d-아이소멘톤으로의 에피머화는 대체로 방지된다.

## 역사
멘톤은 1881년에 모리야가 처음 기술했다. 이후 멘톨을 크로뮴산과 가열하여 합성되었고, 그 구조는 2-아이소프로필-5-메틸피멜산에서 합성하여 확인되었다.
멘톤은 1899년 아돌프 폰 바이어와 빅토르 빌리거가 발표한, 여전히 널리 사용되는 유기 합성 화학 변형인 바이어-빌리거 산화(B-V 산화)의 발견에서 보고된 원래 기질 중 하나였다. 바이어와 빌리거는 멘톤이 모노퍼황산과 반응하여 해당 옥사사이클로헵탄(옥세판형) 락톤을 생성하며, 카보닐 탄소와 아이소프로필 치환체에 부착된 고리 탄소 사이에 산소 원자가 삽입된다는 것을 주목했다.
1889년, 에른스트 베크만은 멘톤을 농축 황산에 용해시키면 시작 물질과 동일하지만 반대되는 광학 활성을 나타내는 새로운 케톤 물질이 생성된다는 것을 발견했다. 베크만의 결과 추론은 멘톤을 유기화학의 위대한 메커니즘적 발견에 중요한 역할을 하는 물질로 자리매김하게 했다. 베크만은 관찰된 반대되는 광학 활성을 유발하는 구조 변화가 카보닐기 옆의 비대칭 탄소 원자(당시에는 아이소프로필기가 아닌 메틸기에 부착된 탄소 원자로 여겨짐)에서의 구성 반전의 결과라고 결론지었다. 그는 이것이 케톤의 호변 이성질체인 엔올 중간체를 통해 발생하며, 이로 인해 해당 탄소 원자의 원래 절대배치가 사면체에서 삼각 평면으로 기하학적 구조가 변하면서 달라진다고 가정했다. 이 보고서는 반응 메커니즘에 감지할 수 없는 중간체가 관여하여 반응의 관찰된 구조적 결과를 설명할 수 있다는 초기 추론 사례 중 하나이다.

## 같이 보기
- 피페리톤
- 풀레곤